# Wayne Carpendale
Wayne Howard Carpendale (* 23. März 1977 in Frechen bei Köln) ist ein deutscher Schauspieler und Moderator.

## Leben
Carpendale ist der Sohn des Schlagersängers Howard Carpendale. Er war von 1992 bis 1995 Schüler des Internats Stowe in Buckingham/England, das er mit der englischen Hochschulreife abschloss. Dort kam er das erste Mal mit der Schauspielerei in Berührung, als er im Schulmusical Joseph and the Amazing Technicolor Dreamcoat mitwirkte. Nach dem Abitur studierte Carpendale zunächst Betriebswirtschaftslehre an der Wissenschaftlichen Hochschule für Unternehmensführung (WHU) in Vallendar. Zudem machte er sein Vordiplom an der Westfälischen Wilhelms-Universität in Münster. Sein Studium brach er nach dem Vordiplom ab, um sich der Schauspielerei zuzuwenden. 1999 nahm Carpendale Schauspielunterricht am Lee Strasberg Theatre and Film Institute in New York.
Nach einer dreijährigen Beziehung mit Yvonne Catterfeld von 2004 bis 2007 ist Carpendale seit November 2007 mit der Moderatorin Annemarie Carpendale liiert und seit dem 28. September 2013 verheiratet. Die beiden haben einen Sohn.

## Karriere
Bekannt wurde Wayne Carpendale durch die Soap Unter uns, wo er von Februar 2000 bis Oktober 2001 die Rolle des Maximilian Pfitzer übernahm. Außerdem war er in der Krankenhaus-Serie alphateam – Die Lebensretter im OP sowie in verschiedenen Fernsehproduktionen wie Die Kristallprinzessin zu sehen. 2003 spielte er in Old Surehand bei den Karl-May-Spielen Bad Segeberg mit.
Von November 2005 bis Mai 2007 spielte er in der ARD-Serie Sturm der Liebe eine der Hauptrollen. Im Frühjahr 2007 kehrte er nochmals für 60 Folgen an das Filmset von Sturm der Liebe zurück und starb den Serientod. Ende 2007 kehrte er bis April 2008 als Zwillingsbruder seiner verstorbenen Rollenfigur zurück. 2006 spielte Carpendale bei Unser Charly die Rolle des Dirk Scheerer. Während der Sommerpause von Unser Charly übernahm er die männliche Hauptrolle in der Rosamunde-Pilcher-Verfilmung Die Liebe ihres Lebens, für die er im Sommer 2006 in England unter der Regie von Michael Steinke vor der Kamera stand.
Anfang 2006 nahm Carpendale an der ersten Staffel der RTL-Show Let’s Dance teil. Seine Tanzpartnerin war die schwedische Profitänzerin Isabel Edvardsson. Im Finale setzte sich das Paar gegen die Schauspielerin Wolke Hegenbarth und ihren Tanzpartner Oliver Seefeldt durch.
Von Januar 2009 bis Mai 2013 stellte er die Titelfigur Dr. Jan Bergmann in der Serie Der Landarzt dar. Ansonsten spielt er hauptsächlich Gastrollen in anderen Fernsehserien. Im Sommer 2013 und 2014 trat er erneut im Rahmen der Karl-May-Spiele in Bad Segeberg auf und verkörperte diesmal die Hauptrolle des Old Shatterhand.

### Moderation
2006 moderierte er mit Mirjam Weichselbraun zusammen die achtteilige Samstagabendshow Dancing on Ice bei RTL. 2014 moderierte er die Neuauflage der Show Deal or No Deal und die Neuauflage von Nur die Liebe zählt; beide Formate wurden in Sat.1 ausgestrahlt. Außerdem moderierte er auch die Neuauflage von Rette die Million! unter dem Titel Keep Your Money. 2015 moderierte er die Show Superkids – Die größten kleinen Talente der Welt. Im Jahr 2016 moderierte er mit seiner Frau zusammen für zwei Staffeln die Sendung Ran an den Mann. Seit 2023 moderiert Carpendale die Show Herz an Bord auf Vox.

## Filmografie (Auswahl)
Als Schauspieler
- 2000–2001: Unter uns (Soap, 413 Folgen)
- 2002: Die Kristallprinzessin (Fernsehfilm)
- 2002: Hochwürden wird Papa (Fernsehfilm)
- 2003: Rosamunde Pilcher – Paradies der Träume
- 2005: Hallo Robbie! (Fernsehserie, Folge 4x07)
- 2005, 2013, 2019: SOKO München (Fernsehserie, Folgen 29x07, 38x21, 44x14)
- 2006: Die Rosenheim-Cops – Wellness bis zum Ende
- 2006: Rosamunde Pilcher – Die Liebe ihres Lebens
- 2005–2007: Unser Charly (Fernsehserie, Folge 38 Folgen)
- 2006–2008: Sturm der Liebe (Telenovela, 234 Folgen)
- 2006, 2012: Küstenwache (Fernsehserie, Folgen 10x05, 15x25)
- 2007: girl friends – Freundschaft mit Herz (Fernsehserie, Folge 7x03)
- 2007: Im Tal der wilden Rosen – Ritt ins Glück
- 2009–2013: Der Landarzt (Fernsehserie, 75 Folgen)
- 2010: Das Traumschiff – Panama
- 2010: Das Traumhotel – Chiang Mai
- 2010: Notruf Hafenkante (Fernsehserie, Folge 5x01)
- 2011: In aller Freundschaft (Fernsehserie, Folge 14x16)
- 2011: Emilie Richards – Sehnsucht nach Paradise Island
- 2012: Lebe dein Leben (Fernsehfilm)
- 2012, 2014: SOKO Stuttgart (Fernsehserie, Folgen 4x07, 5x23)
- 2012: ProSiebens 1001 Nacht – Der verflixte Flaschengeist
- 2013, 2015: Lerchenberg (Fernsehserie, Folgen 1x02, 2x01)
- 2013–2015: Mord in bester Gesellschaft (Fernsehreihe, 4 Folgen)
- 2015: Bitteres Erbe (Folge 14)
- 2014: SOKO Köln (Fernsehserie, Folge 11x01)
- 2014: Die Garmisch-Cops (Fernsehserie, Folge 2x07)
- 2014: Der Staatsanwalt (Fernsehserie, Folge 9x06)
- 2014: Kreuzfahrt ins Glück – Hochzeitsreise nach Dubai
- 2014: Alarm für Cobra 11 – Die Autobahnpolizei (Fernsehserie, Folge 35x07)
- 2015: Der Alte (Fernsehserie, Folge 390)
- 2015–2016: Heldt (Fernsehserie, 6 Folgen)
- 2018: Cecelia Ahern: Ein Moment fürs Leben
- 2018: Einstein (Fernsehserie, 4 Folgen)
- 2018: jerks. (Fernsehserie, Folge 2x08)
- 2019: Hubert ohne Staller (Fernsehserie, Folge Eine Leiche zuviel)
- 2021: Beutolomäus und die vierte Elfe (Fernsehfilm)
- 2022: Fritzie – Der Himmel muss warten (Fernsehserie, Folge Wünsch dir was)
- 2022: Das Traumschiff – Coco Island
- 2023: Bettys Diagnose (Fernsehserie, Folgen 181–191)

### Fernsehauftritte
- 2006: Let’s Dance – Teilnehmer
- 2006: Dancing on Ice – Moderator
- 2013, 2020: 5 gegen Jauch – Teilnehmer
- 2014–2015: Deal or No Deal – Moderator
- 2014: Die perfekte Minute – Teilnehmer
- 2014–2015: Nur die Liebe zählt – Moderator
- 2015–2016: Superkids – Die größten kleinen Talente der Welt – Moderator
- 2015: Keep Your Money – Moderator
- 2016: Ran an den Mann, 2 Staffeln – Moderator
- 2017: Duell der Stars – Die Sat.1 Promiarena – Teilnehmer
- 2017: Superpets – Die talentiertesten Tiere der Welt – Moderator
- 2018: Genial daneben – Das Quiz – Teilnehmer
- 2020: Joko & Klaas gegen ProSieben – Teilnehmer
- 2020: Buchstaben Battle – Teilnehmer
- 2022: Hirschhausens Quiz des Menschen – Teilnehmer
- 2022: The Taste – Moderator (Vertretung Folgen 1 und 2)
- 2023: Herz an Bord – Moderator (Vox)
- 2024: Hot oder Schrott Promi Spezial – Teilnehmer (Vox)
- 2024: Blamieren oder Kassieren – Quiz-Teilnehmer (RTL)
- 2025: Die Verräter – Vertraue Niemandem! – Teilnehmer (RTL)

## Theater
- 2003: Karl-May-Spiele Bad Segeberg; Rolle: Old Surehand
- 2013–2014: Karl-May-Spiele Bad Segeberg; Rolle: Old Shatterhand

## Soziales Engagement
- seit 2012 ist Carpendale zusammen mit seiner Ehefrau Annemarie Carpendale Gründer und Botschafter des Projekts „hand2hold“ in Zusammenarbeit mit „Hand in Hand for Children e. V.“[6]
- seit 2015 ist Carpendale Botschafter der Felix Burda Stiftung im Kampf gegen den Darmkrebs[7]